# Charles Drennan
Charles Edward Drennan (ur. 23 sierpnia 1960 w Christchurch) – nowozelandzki duchowny rzymskokatolicki, w latach 2011–2012 biskup koadiutor Palmerston North, w latach 2012–2019 biskup ordynariusz diecezji Palmerston North.

## Życiorys
Święcenia kapłańskie przyjął 14 czerwca 1996 w swojej rodzinnej diecezji Christchurch. Przez kilka lat pracował jako wikariusz, zaś w latach 1999–2001 studiował w Rzymie. W 2001 powrócił do kraju i został wykładowcą seminarium w Auckland. Kilka miesięcy później ponownie wyjechał do Rzymu i podjął pracę w watykańskim Sekretariacie Stanu. W 2010 został administratorem parafii katedralnej, proboszczem parafii św. Anny oraz kanclerzem kurii w Christchurch.
22 lutego 2011 papież Benedykt XVI mianował go biskupem koadiutorem diecezji Palmerston North. Sakry udzielił mu 11 czerwca 2011 biskup Peter Cullinane, u boku którego posługiwał odtąd jako koadiutor. 22 lutego 2012, po przejściu na emeryturę Petera Jamesa Cullinane został pełnoprawnym ordynariuszem.
4 października 2019 papież przyjął jego rezygnację z pełnionego urzędu.